# دنيس جينينغز
دنيس جينينغز (بالإنجليزية: Dennis Jennings) (20 يوليو 1910 في المملكة المتحدة - 16 مارس 1996 في المملكة المتحدة) هو لاعب كرة قدم بريطاني (وحمل سابقاً جنسية المملكة المتحدة لبريطانيا العظمى وأيرلندا) في مركز الظهير. لعب مع برمنغهام سيتي وغريمسبي تاون وهدرسفيلد تاون ووست بروميتش ألبيون ونادي كيدرمينستر هاريرز لكرة القدم ونادي ليمنجتون.